# Іншопланетянин

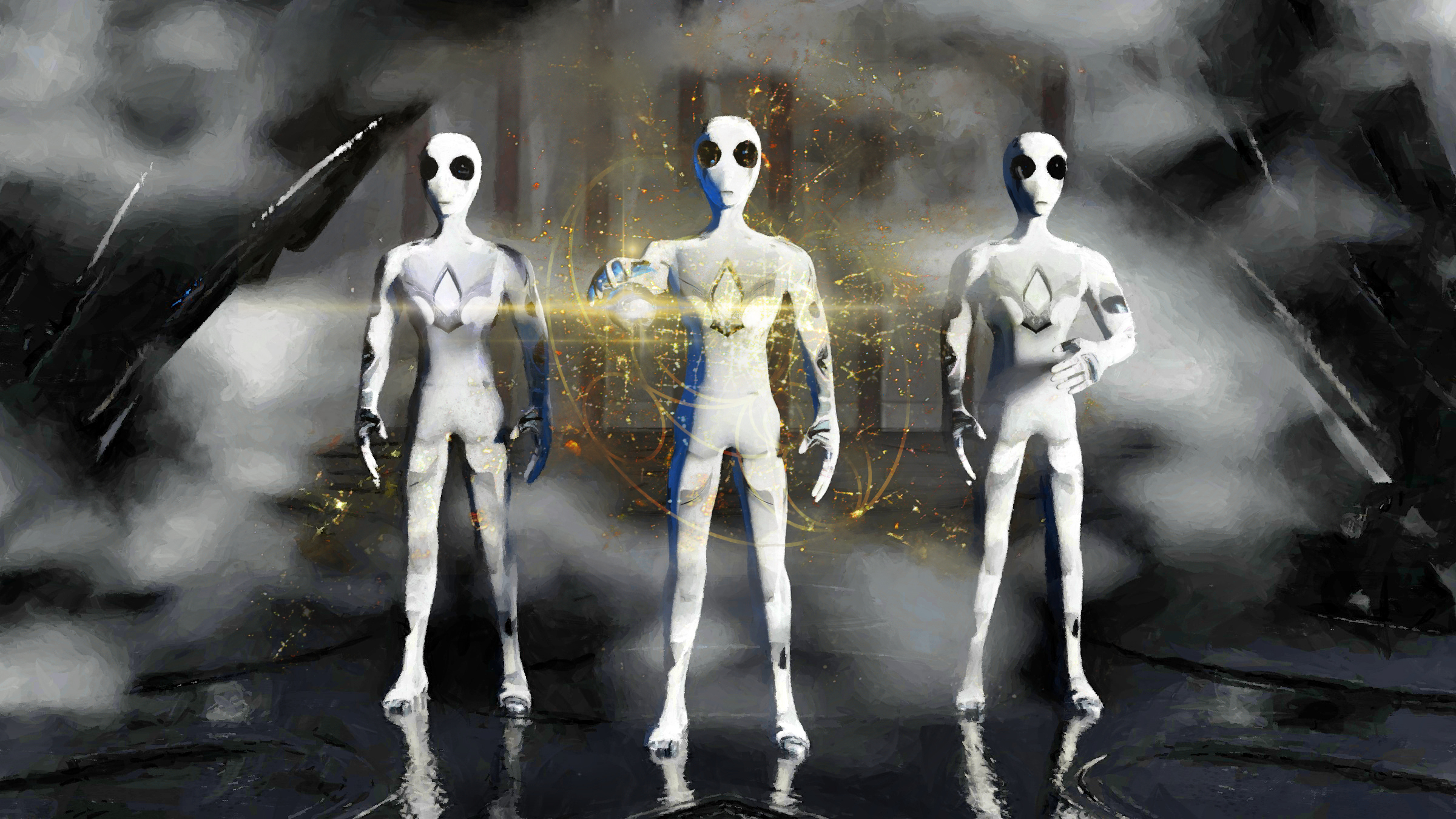
Поширений у культурі вигляд іншопланетян

Іншопланетя́нин, інопланетянин (інші назви чужопланетя́нин, прибу́лець, косміт) — гіпотетичний представник розумного позаземного життя (позаземної цивілізації), житель іншої планети у Всесвіті — не Землі. Також культурне поняття в житті людей, досить часто трапляється в науковій фантастиці.

## Назва

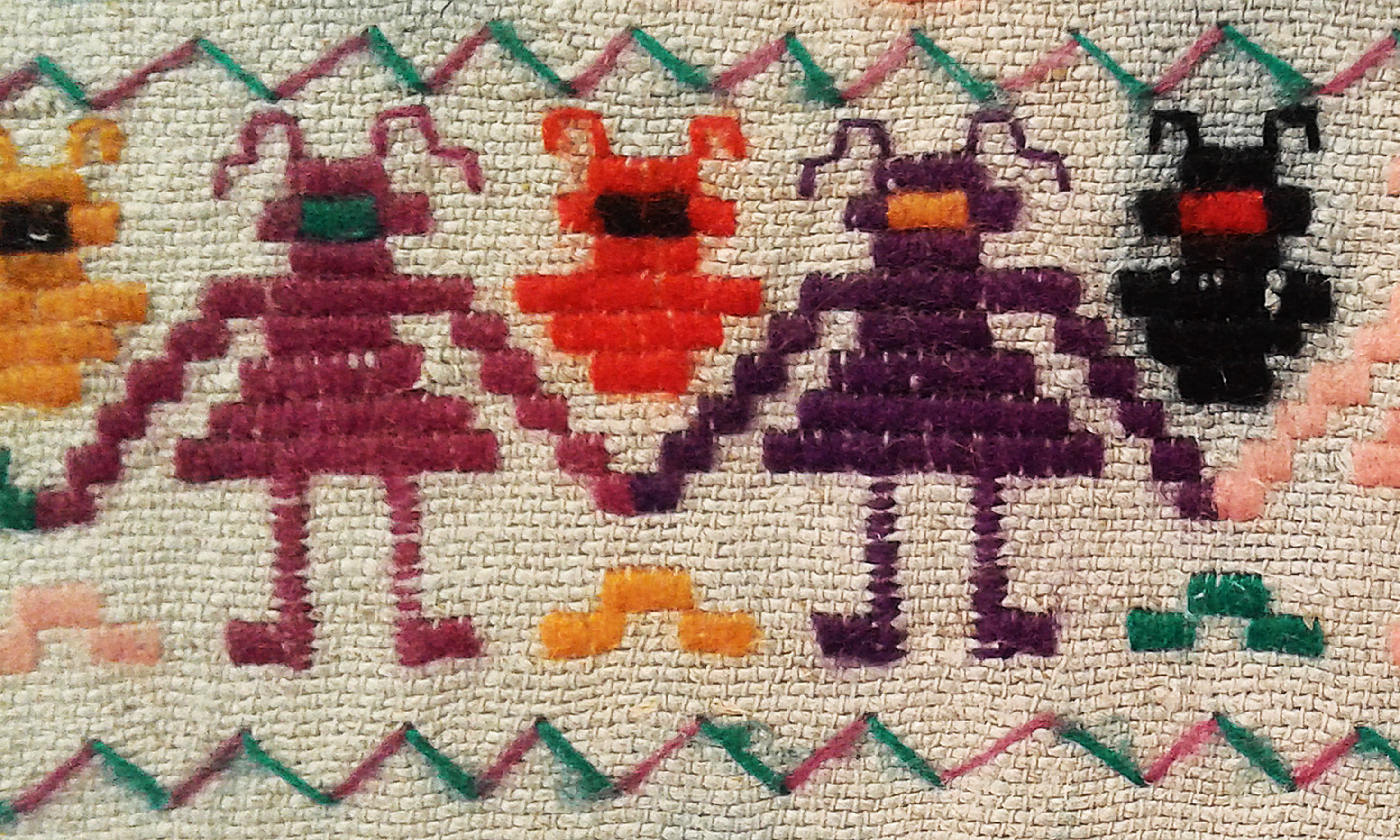
«Чужопланетяни». Вишитий рушник. Село Студена Вінницької області. Початок XX ст.

В українській мові для позначення представника розумного позаземного життя крім слова «іншопланетянин» застосовується «чужопланетянин», вживання залежить від конкретного мовця.
Поняття «іншопланетянин» також відоме як «прибулець», «чужинець», «чужий», «косміт», а також ціла серія назв відповідно до назви планети походження, наприклад «марсіанин» та інші, подібно до того, як жителів Землі називають землянами.

## Історичні передумови
Ідея позаземних цивілізацій з'явилася в XVII столітті в зв'язку з появою геліоцентричної системи світу Коперника і винаходом телескопа Галілеєм. У 1600 р., в Римі був спалений живцем колишній домініканський монах і філософ Джордано Бруно. Він поставив просте питання: чи є життя поза Землею? Подібно Копернику, Бруно був переконаний, що Земля обертається навколо Сонця, але на відміну від Коперника він вважав, що там, у космосі, живе, можливо, незліченна кількість інших людей, таких же, як ми.. З тих пір, у вчених колах поширилося переконання, що виникнення розумного життя на Землі не є явищем унікального характеру і що, навпаки, воно є звичайним і поширеним явищем у Всесвіті [джерело?].
Важливим значенням у сучасній історії вивчення появ позаземних цивілізацій було проведення в СРСР в 1971 р. Бюраканської міжнародної конференції з проблеми зв'язку з позаземними цивілізаціями. Конференція визнала доцільним пошук позаземних цивілізацій з рівнем розвитку, порівняно із земним, а також пошук позаземних цивілізацій, з технічним потенціалом, "що набагато перевищує земний".

## Стереотипний вигляд іншопланетянина

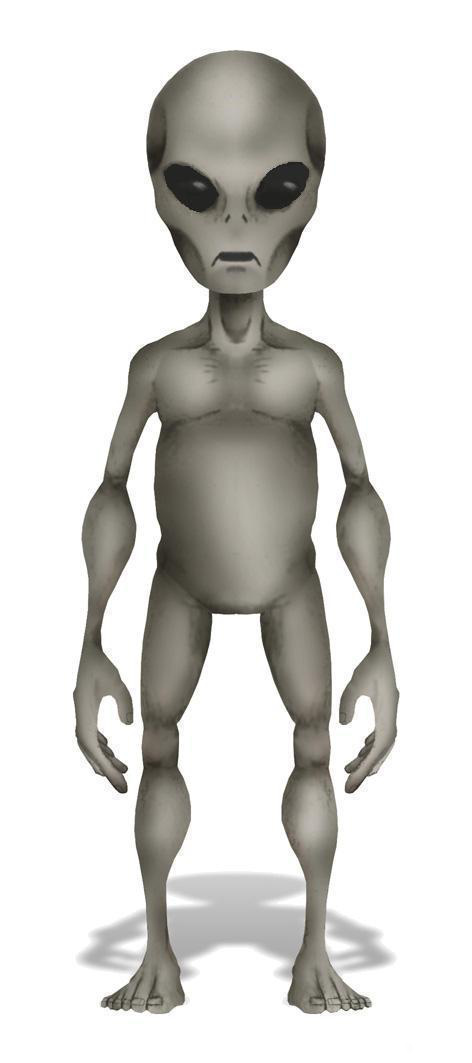
Стереотипний вигляд іншопланетянина (див. Греї)

В уяві людей іншопланетяни найчастіше виглядають як гуманоїди. Склався своєрідний «класичний» вигляд іншопланетянина як людиноподібного створіння з в'ялим тілом, яке покрите шкірою сірого або світло-зеленого кольору (так звані «зелені чоловічки»), без волосяного покрову та з непропорційно великою головою, на якій знаходяться великі косоокі очі чорного кольору та миндалевидної форми, без зіниць.
Іншопланетянин-гуманоїд, як правило, відрізняється прямоходінням, явно вираженими нижніми та верхніми кінцівками, парними зовнішніми ознаками, орієнтованими за вертикальною віссю. Згідно з класичним виглядом іншопланетянина часто явно не видно ознаки біологічної статі завдяки відсутнім зовнішнім статевим органам та статевому диморфізму, оскільки більшість описів зовнішності та поведінки іншопланетян подають їх, як істот середнього роду, безстатевих та безликих.

## Образ іншопланетян в культурі
В художній культурі (книги, кінофільми, комікси) вигляд іншопланетян значно різниться. Вони можуть бути схожими:
- на земних тварин, частіше — мавп або комах (як правило, комахи з розвинутою суспільною організацією та ксенофобією, наприклад, мурахи та бджоли, що відповідає образу великого колективного розуму, який відмовляється від контакту з іншими видами та веде з ними нескінченні війни на знищення, див., наприклад, Зоряний десант, Чужий);
- іноді іншопланетяни уявляються як чистий безтілесний розум або складаються з одноманітної аморфної субстанції, див. наприклад Соляріс;
- в деяких випадках морфологія іншопланетян не зрозуміла, але вони приймають людський або людиноподібний вигляд, щоб спростити собі контакт з людьми, див. наприклад Люди у чорному.

Вигляд іншопланетян дуже різниться також в залежності від того, чи це перший контакт з позаземною цивілізацією чи далеке майбутнє, в якому такі контакти є буденністю (див. наприклад серіал «Вавилон 5»). Практично завжди при зображенні першого контакту іншопланетяни виглядають як гуманоїди, хоча іноді зустрічаються й винятки (див. вище).
Найчастіше, при першому контакті іншопланетяни є агресивною стороною, яка може знищити людство (див. наприклад День незалежності). В деяких випадках іншопланетяни прагнуть захопити Землю, керуючись чіткими мотивами (пристрасть до завоювань, необхідність отримання ресурсів або виживання своєї раси, див. наприклад Війна світів, Зоряна брама: Атлантида), іноді не розуміючи згубність своїх дій для людства.
При зображенні далекого майбутнього, зазвичай, показується співіснування землян з декількома іншими цивілізаціями. Це примушує авторів значно збагачувати кількість виглядів іншопланетян (див. наприклад Зоряний шлях). Майже у всіх випадках вони орієнтуються на особливості людської свідомості — негативні персонажі виглядають як жахливі гуманоїди, рептилії або незбагненних для людського розуму істот. Позитивні персонажі частіше за все схожі на ідеальних людей (див. Кін-дза-дза!, жителі планети Альфа) або позитивних істот з людської міфології.

## Іншопланетяни та людська уява
В культурі людей іншопланетянин є чимось загадковим, невідомим та несе з собою нові відчуття й потенційну небезпеку, оскільки ми мало про нього знаємо. Він є одночасно притягальним і жахливим образом, який досить успішно експлуатується сучасною масовою культурою.
З іншої сторони, іншопланетянин часто є розумною істотою, яка зазвичай має високий рівень цивілізаційного розвитку та значно перевершує землян у технологічному плані. Письменники-фантасти та науковці неодноразово ставили питання про можливість контакту з позаземним життям, змальовуючи складнощі взаємодії культур, які незалежно розвиваються у Всесвіті, та вигоди від їх співробітництва з нами.

## Пошуки
Виникнення життя на Землі дає очевидні передумови для припущення про те, що такі ж умови могли скластися на інших планетах. Можна більш-менш визначено говорити тільки про еволюцію життя, яка нагадує земну. Але не слід забувати про те, що життя за межами Землі в наш час не більше ніж наукова гіпотеза. Багато вчених вельми скептично відносяться як до можливості виявити позаземне життя в доступному для огляду майбутньому, так і до можливості розпізнати його, навіть якщо землянам пощастить з ним зіткнутися.
Починаючи із другої половини XX століття вчені проводять цілеспрямовані пошуки позаземного життя як в середині Сонячної системи так і за її межами.

### Сонячна система
Дані із дослідження метеоритів, верхніх шарів атмосфери Землі та дані, які зібрані під час космічної програми «Вікінг», дозволяє стверджувати, що примітивні форми життя можуть існувати на інших планетах Сонячної системи. Астробіологи ведуть пошуки хоча б елементарних форм (бактерії, простіших) на Марсі, Венері. Вважаються перспективними для пошуків також деякі супутники газових гігантів (Європа, Енцелад, Титан).

### Поза Сонячною системою
Пошуки форм життя за межами Сонячної системи спрямовані у напрямку знайдення можливих результатів діяльності розумних істот. Із 1971 року працює проект SETI, де вчені шукають сліди активності іншопланетян у радіодіапазоні. Відкриття планет біля інших зоряних систем також побічно вказує на наявність місць у Всесвіті, сприятливих для виникнення життя в «зоні життя».
Після 2020 року НАСА планує запустити космічний телескоп ATLAST, який зможе знайти непрямі ознаки життєдіяльності на екзопланетах в зоні життя.

### Уфологія
Крім широкого згадування у літературних та кінематографічних творах наукової фантастики, можливі прояви позаземного життя в біосфері Землі, палеоконтакти та сучасні візити іншопланетян, а також особисті контакти з ними фігурують у дослідженнях ентузіастів уфології та в деяких конспірологічних теоріях.

## Дослідження

### Систематизаціятастатистичнідослідження Перейри

Приклад іншопланетянина із статистики Ж.У. Перейри, праці що була опублікована в Sten Dek #6-11 1971

Унікальний дослідник близьких контактів Жадер Перейра склав класифікацію за 230 випадками близьких контактів з іншопланетянами . 
Підставою для класифікації послужили такі параметри:
- в класифікації вказана конкретна кількість іншопланетян в кожному варіанту типу та кількість спостережень кожного варіанту типу, вказується скільки осіб було схожих на чоловіків і скільки на жінок, скільки були не визначені, у яких роках та країнах були спостереження. Усього 12 типів, 23 варіанти типів, а також 6 особливих випадків, що не вписуються в подану класифікацію. Вказано чи були присутні випадки змішання різних варіантів типів екіпажів іншопланетян. Вказано які випадки заслуговують на особливу увагу, а які довіру, які гіпотетично достовірні. А також два випадки нового проміжного типу.
- характерні риси тіла та обличчя, зріст
- форма тіла (в 95,8% - подібна до людини)
- форма одежі і взуття та їх кольори і особливості
- наявність скафандрів: типи 1-6 - без скафандрів (87 випадків - 63%), тип 7 - носять полускафандр типу протигаза (4 випадки - 3%), типи 8-12 - носять скафандри (47 випадків - 34%)
- поведінка, як правило не агресивна
- присутність зброї ("паралізуючих променевих трубок")

Висновки Ж.У.Перейри :
- 1. Маса зібраної інформації про іншопланетян показує їх схожість між собою, так і між транспортним засобом
- 2. Спостереження транспортного засобу і пілотів має універсальний характер.
- 3. За своїми формами і впливом транспортні засоби та об'єкти, що використовуються іншопланетянами, нам в основних рисах зрозумілі, хоча в більшості випадків їх техніка лежить за межами наших наукових знань.
- 4. Після 1947 року кількість спостережень іншопланетян зросла.
- 5. Майже всі іншопланетяни мають фізичний вигляд і соціальну поведінку, аналогічну людській.
- 6. Виявилися три основні типи іншопланетян:
- а. без скафандрів.
- б. що носять респіраторні маски.
- в. в скафандрах.
- 7. Зазвичай в кожному випадку спостерігають тільки один тип іншопланетян, що означає, можливо, відсутність об'єднання або кооперації між іншопланетяни різних типів.
- 8. Зброя, яку використовують іншопланетян для самозахисту, вказує, що вони так чи інакше уразливі.
- 9. Хоча мали місце випадки жорстоких бійок з іншопланетянами, не відомо випадку, коли іншопланетянин був би поранений до такої міри, щоб видно було течі крові з тіла.
- 10. Майже всі види зброї, які використовують іншопланетяни, не смертельні.
- 11. Інтелектуальний контакт з іншопланетянами можливий.
- 12. У багатьох випадках були фізичні контакти, що, очевидно, свідчить про відсутність небезпеки зараження мікроорганізмами з іншої планети при спілкуванні мешканців різних планет.
- 13. У більшості випадків не виявлялося, що іншопланетяни володіють здібностями, що перевершують людські. Але в окремих випадках іншопланетяни виявили незвичайні якості, дарування, здібності.
- 14. Поведінка іншопланетян була різною. Як дружньою, так пасивною і ворожою.
- 15. Всі типи іншопланетян об'єднані однією загальною особливістю, яка з усією визначеністю проступає, незважаючи на всі відмінності іншопланетян в інших відносинах, це відмова від вступу в контакт із землянами, як на офіційному рівні, так і на глобальному рівні.

Гіпотези Ж.У.Перейри :

Реконструкція вигляду іншопланетянина із випадку в Валансоль, Баси-Альпи, Франція 1965 рік

- 1. Зростання числа спостережень іншопланетян і різноманітність їх типів вказують на те що в навколишньому світі є велика різноманітність різних людств, які із часом досягли технічного рівня, що робить можливими космічні подорожі, або ж що існує якийсь космічний фактор, що сприяє, космічним подорожам.
- 2. Той факт, що майже всі іншопланетяни мають практично людську форму тіла, дозволяє припустити можливість існування якоїсь світової універсальної сили, яка орієнтує морфологічну еволюцію всіх істот таким чином, що вони мають в кінцевому результаті людську форму, як би не відрізнялися, природні умови їх планет від тих, які існують на нашій планеті. Це може відбуватися двома способами:
  - а. Еволюція живих істот у Всесвіті йде різними шляхами, але в кінцевому підсумку приходить до людської формі.
  - б. Еволюція живих істот у Всесвіті розгортається єдиним шляхом, що приводить в кінцевому підсумку в людській формі.
- 3. Відсутність контактів іншопланетян з представниками влади, або з масами людей, - свідчить про те, що або цей контакт неможливий, або, якщо й можливий, то не повинен бути здійсненим. Мотиви невступу в контакт можуть бути розділені на три групи:
  - а. Мотиви самих іншопланетян. Іншопланетяни можуть підкорятися законам, або мати інтереси, які забороняють їм всі офіційні контакти (у світовому масштабі) з нами, землянами.
  - б. Мотиви, що залежать від наших власних обставин. Нинішня стадія нашого розвитку, або наша поведінка заважають іншопланетянам вступити з нами в контакт, або наша поведінка представляє для іншопланетян небезпеку.
  - в. Космічні мотиви. Мотиви можуть бути космічного порядку і не залежати від волі іншопланетян. Вони можуть, наприклад, знати, що нашій планеті загрожує якийсь катаклізм, але не повинні інформувати нас про це, оскільки немає ніякої можливості запобігти цьому катаклізму.

### Критика Перейри
Український дослідник В. Кратохвіль справедливо зауважив, що статистика Перейри має як об'єктивну інформацію, так і відверту дезінформацію. В. Кратохвіль запропонував власну методику виявлення істини. Оскільки інформація та дезінформація наповнюються за різними статистичними законами, можна застосувати метод «зіпсованого телефону»: «Уявімо собі, що на планеті Земля ходять чутки про те, що в різних місцях неперіодично (так як це позаземний інтелект) з'являється невідома тварина, яку називають наприклад - кіт. Газети різних джерел описують кота - то як крилату істоту з дзьобом, то як щось на зразок краба в панцирі, то щось схоже в восьминога, то як пухнасту істоту, що муркоче, з гнучким хвостом і зеленими очима. Як дізнатися правду? - Невідоме явище незалежно чи це кіт чи це позаземний інтелект, якщо дійсно має місце на існування, а кількість повторів буде зростати, і значно швидше ніж кількість фальсифікацій. Так як фальсифікації відрізняються одна від одної, то вони будуть зменшувати статистику кожного вигаданого типу, іншими словами «істина однакова - а брехня різна».

### Системнийпідхід Мак-Кемпбелла
Джеймс Мак-Кемпбелл поклав в основу своїх побудов допущення про те, що "спостерігачі НЛО говорять правду", а також "кореляцію загального" багатьох повідомлень про спостереження, використовуючи як вихідний матеріал, що був взятий із надійних архівів повідомлень (зокрема, повідомлення, розглянуті комітетом професора Е.Кондона). Застосовуючи методику системного аналізу, Джеймс стверджує, що ненавмисний вигляд якоїсь кількості недоброякісних повідомлень не змінює його загальних висновків і пропонує порівняно струнке пояснення багатьох сторін феномена НАЯ. Джеймс був прихильником гіпотези, що деякі НАЯ є саме транспортними засобами іншопланетян. Особливий інтерес являють собою розглянуті Джеймсом повідомлення про спостереження іншопланетян, їх зовнішній вигляд, поведінка і настрій, спілкування між собою і з людьми, заняття, активність на землі. Іншопланетяни - це, безперечно, ключовий аспект усього феномену НАЯ.
Д. Кемпбелл, враховує відоме положення А.Пуанкаре про обов'язки вченого, претендує на створення теорії, вважає, і не без підстав, що йому "вдалося навести порядок і побудувати будинок" з безладної купи цегли, якою є різні відомості про НЛО в літературі про цей феномен.
Складність завдання пояснення феномену НАЯ не може бути переоцінена тим більше, що принципи і техніка, що забезпечують можливість міжзоряних перельотів, являють собою досягнення цивілізацій, "набагато біль розвинених" ніж земна і, мабуть, навряд чи можуть бути задовільно пояснені сучасною земною наукою. І, звичайно, ніяк не можна також переоцінити всю привабливість ідеї встановлення контактів з іншопланетянами, які, при бажанні, могли б нам одразу "все пояснити".
Сьогодні можна говорити тільки про пошук вірного підходу до вирішення цього завдання. У цьому плані досвід Д.Кемпбелла заслуговує поваги. Джеймс розділив іншопланетян за такими ознаками:
- ріст - малий (0,7-1,3 метри), нормальний (1,5-2 метри) та гігантський (2,4-3 метри), а також проміжний ріст. (Всі свідчення показали, що іншопланетяни мають дві руки, дві ноги, і інші ознаки, що подібні до ознак людини, у т.ч. переміщення на задніх ногах.)
- колір шкіри
- колір очей і їх форма
- присутність або відсутність волосся, і якщо є то його форма і колір
- вуха і їх форма
- ніс і його форма
- рот і його форма
- присутність різних елементів одежі (шолом, пояс, взуття, рукавиці)
- предмети і пристрої в руках
- лінгвістичні особливості (у кількох випадках було помічено, що іншопланетяни знають Земні мови досконало або на початковому рівні, зазначено акцент і т.д.)
- відносини іншопланетянами між собою і до очевидців і т.д.

### Комплексні дослідження місць посадок транспортних засобів іншопланетян Варламовим
У період із 1977 по 1985 в районі Московської області було зареєстровано 10 місць достовірних посадок транспортних засобів іншопланетян  (гіпопетично, що вони є також НАЯ адже були спостережені як НАЯ, але потім здійснили посадку), на які дослідницькі групи виїжджали більше ніж 60 раз. Спільним для цього є, що жоден очевидець посадки не стикався із подібним і ніколи таким не цікавився. Всі спостереження супроводжувались психо-фізичним впливом на очевидця і навколишнє середовище. В 6 випадках із 10, на місці посадки і навколо нього були знайдені засохлі дерева та трава, початком засихання яких (за оцінкою біологів ) був момент спостереження наближення до земної поверхні НАЯ. У всіх випадках знаходилась ЛЕП за 50-200 метрів від місця посадки.
На місцях посадки використовувались такі наукові методи вимірювання із подальшими лабораторними аналізами:
- Визначення форми, кількості слідів та встановлення координат
- Реконструкції
- Фотографування
- Цитологічні проби
- Геохімічні проби[38]
- Ґрунтознавство
- Радіотехнічні заміри [39]
- Радіаційні заміри
- Магнітометричні заміри
- Оптичні ультрафіолетові заміри
- Спектрозональна фотозйомка
- Термометричні заміри
- Часові заміри
- Аналіз психологічних і фізіологічних ефектів

До очевидців використовували методи:
- Анкетування кожного очевидця незалежно
- Медичний огляд
- Психологічні тести та психіатричний огляд

Дослідницька група Варламова прийшла до висновку, що посадки НАЯ реальні, є фізичні сліди, транспортних засобів іншопланетян, які впливають на навколишнє середовище і на живу природу у т.ч. на людину.

### Психіатричніекспертизи Мека
Джон Мек працював із людьми які звернулися до психіатрів, із скаргами, що щось дивне із ними сталось , понад три роки, починаючи, з кінця 1992 року. За цей час Мек прийняв у себе понад сотню чоловік, а сімдесят шість з них (у віці від 2 до 57 років, 47 жінок і 29 чоловіків) задовольнили критеріям достовірності. Перебуваючи в повній свідомості або під гіпнозом, люди розповідали про те, що були викрадені іншопланетянами і доставлені на невідомий для них транспортний засіб. Емоційне ставлення пацієнтів відповідало описуваних подій, за їх історіями не виявило ознак психічного розладу, яке могло б їх пояснити. 49 з числа цих пацієнтів піддавалися модифікованому гіпнозу: пройшли від одного до восьми сеансів тривалістю кілька годин. Таким чином, Мек застосовував прийоми психотерапії .
У своїй книзі  Мек пише: "Незважаючи на свій сорокарічний досвід роботи в галузі психіатрії, я виявився абсолютно не підготовлений до розповідей людей, які стверджували, що вони були викрадені прибульцями. Я довго вивчав психіатрію, працював з дорослими і дітьми, займався психоаналізом і завжди вважав своєю сильною стороною здатність виділяти особливості душевного стану, вірно оцінювати підґрунтя і значення того, що мені кажуть пацієнти. І раптом до мене стали звертатися люди, що повідомляли те, чого, згідно з загальноприйнятим уявленням про дійсність, взагалі не могло бути... З феноменом викрадень я познайомився в січні 1990 року завдяки Баду Гопкінсу, нью-йоркському художнику, який пропрацював з викраденими більше десяти років. В історіях цих людей, з якими я знайомився через Гопкінса, а потім і самостійно, мене найбільше вразила послідовність, а також значний збіг деталей в оповіданнях різних людей, незнайомих між собою, не завжди охоче ділилися своїми враженнями. Треба зауважити, що більшість викрадених побоювалися натрапити на недовіру, викликати глузування оточуючих..."

## Видатні дослідники іншопланетян в уфології

### Жадер Перейра

Жадер Перейра

Жадер У. Перейра (секретар CGIOANI) з Порто-Алегре. Джерелами інформації для його дослідження послужили 334 спостереження за іншопланетянами біля їх транспортних засобів, описи яких були взяті з: книг - 25, спеціальних журналів і бюлетенів - 88, журналів і ревю загального характеру - 95 (всього 208 джерел). У цих повідомленнях описувалося 333 факти спостереження іншопланетян. З них для аналізу було відібрано 230 фактів (69%), а відбраковано - 103 (31%). Відбраковуються ті випадки, в яких не було впевненості в показаннях свідків, а також ті, в яких йшлося про контакти людей з іншопланетянами.

### Джеймс Мак-Кемпбелл

Джеймс Мак-Кемпбелл

Джеймс М. Мак-Кемпбелл випускник Каліфорнійського університету, 11 років був задіяним в наукових розробках для Bechtel Corporation, розробляв бізнес-плани для Air Force Research, плани для економічного розвитку на півдні Ірану, промислових підприємств, атомних електростанцій, великих об'єктів дослідження для NASA. Займався створенням різних маркетингових компаній, був дистриб'ютором для американської асоціації Entreprenuer. Розробляв маркетинговий план для розповсюдження електричних автомобілів. Він також зробив внесок у геополітику в галузі ядерної безпеки та нагляду за безпекою газотранспортної системи Аляски. У 1974 році він зіграв ключову роль у плануванні та управлінні $ 17-мільйонів консалтингових послуг для Департаменту внутрішніх справ. Місії з надання технічної підтримки в охороні навколишнього середовища на трубопроводі Аляски. Він посприяв розповсюдженню персональних комп'ютерів. Певний час Маккампбелл працював фізиком-теоретиком у відділі американського стандарту з виробництва палива для атомних електростанцій, а також надавав консультації із безпеки і стійкості реактора. Як учений з Westinghouse Electric Corporation, він планував експериментальні програми кінетики реакторів. 
Він проводив заміри на місцях випробувань (так званих "Fallout") ядерної зброї в Неваді і на Маршаллових островах, коли він був фізиком ВМС США радіологічної лабораторії оборони. Мав професійні зв'язки серед Американського ядерного товариства, Американського інституту аеронавтики та астронавтики та Американської асоціації сприяння розвитку науки. Він був одним із визначних американських вчених.

### Рем Варламов

Рем Варламов

Рем Геннадійович Варламов (1924—2001) — доктор технічних наук, професор. Вивченням НАЯ займався з 1974 р. Вперше на практиці дослідив часові ефекти на місцях приземлення НАЯ, розробив цілу серію приладів для уфологів. В дослідженнях мав підтримку як академіків так і військових. Із 1983 р. автор більше ніж 10 наукових статей і брошур з вивчення слідів приземлення НАЯ. Брав участь у роботі комісії з вивчення спостережень НЛО в авіації із допомогою радіолокаційних методів.

### Роджер Лір

Роджер Лір

Роджер К. Лір — хірург, який працює у приватній клініці в м. Вентура, штат Каліфорнія, має вчений ступінь доктора медицини. Він і його бригада хірургів провели 15 операцій, витягуючи "Імплантати" із осіб, що безпосередньо перебували в контакті із іншопланетянами. Результат — 16 цілих і окремих деталей об'єктів, що мали підозру як чужорідні "імплантати". Ці об'єкти були науково досліджені в деяких з найпрестижніших лабораторіях у світі, включаючи Лос-Аламоську національну Лабораторію, Нью-Мексико Техноліджі, Університет Торонто, Йоркський університет та Університет Каліфорнії в Сан-Дієго. Їх висновки були незрозумілим, а деякі порівняння були зроблені із фрагментами метеорита. Крім того, деякі із проаналізованих артефактів показують, металеві аномалії, так, наприклад, намагнічене залізо, яке не має кристалічної форми, комбінації кристалічних матеріалів, мають суміші рідких металів, ріст біологічної тканини з металевих речовин, а також ізотопне співвідношення, яке нині невідоме в нашому світі.

### Бад Гопкінс
Бад Гопкінс (народився 15 червня 1931 року в Wheeling, Західна Вірджинія). Відомий як митець і скульптор. Він закінчив коледж Оберлін в 1953 році, в тому ж році переїхав в Нью-Йорк. Був першим хто взявся за дослідження психології контактерів із іншопланетянами.

### Джон Мек

Джон Едвард Мек

Джон Едвард Мек, доктор медичних наук (4 жовтня 1929 — 27 вересня 2004) американський психіатр, письменник і професор Гарвардської медичної школи. Він нагороджений Пулітцерівською премією , відомий як провідний фахівець із вивчення психіки контактерів із іншопланетянами.
У 1994 році декан Гарвардської медичної школи створив раду колег, які зайнялись спеціальним розслідуванням методології Мека: "Це було вперше в історії Гарвардського університету, що штатний професор пішов на такі розслідування". Після чотирнадцяти місяців розслідування, комісія прийшла до висновку, що такий підхід є досить унікальним, і вирішили не заважати Меку в подальших дослідженнях такого феномену. Джон Мек отримав фінансування від Родеріка Макліша і Даніеля Шихана, і підтримку в Лоренса Рокфеллера, в сумі $ 250,000 в рік.
27 вересня 2004 після вичитки лекції в Лондоні, був збитий п'яним водієм.

## Відомі містифікації

### Розтин прибульця
28 серпня 1995 сюжет був показаний британським ТБ. Пізніше його продемонстрували всі найбільші телекомпанії світу, включаючи телеканал  «Росія» . Суми, які були заплачені Рею Сантіллі за право показу, в загальній складності обчислювалися мільйонами. Відеокасети із записами фільму продавалися, як гарячі пиріжки, причому спочатку за них просили величезну суму - 70 доларів. Фахівці із спецефектів відразу ж зрозуміли, що істота з фільму - це манекен, зроблений за допомогою сучасних технологій. Вони не тільки 
призводять докладну методику виготовлення манекена такого типу, але і звертають увагу на ознаки, що дозволяють упізнати підробку. 
Найдешевшим способом створення манекена є відбиток з тіла людини потрібного зросту, який після цього видозмінюється, щоб надати литві потрібні «інопланетні» риси. Це легше і простіше, ніж створювати манекен з нуля. Відбиток в таких випадках робиться зі стоячої людини. Через це жирові тканини відвисають у напрямку до підлоги, а м'язи напружені. Поклавши «інопланетянина» на візок, творці фільму відразу видали, що це фальшивка: жирові відкладення на стегнах у істоти зміщені не вниз, як можна очікувати у лежачого мертвого тіла, а до ніг. Крапка в історії була поставлена в 2006 році. Британський скульптор Джон Хемфрі зізнався, що зробив манекен для зйомок, використавши овечі мізки для створення мозку, ногу ягняти для створення суглобів та інші потрухи для імітації нутрощів. Хемфрі також сам зіграв одного з хірургів в фільмі. Коли зйомки були закінчені, манекен розрізали на шматочки і викинули у сміттєві баки в різних частинах міста.

### Містифікація Дейлі Мейл
У квітні 2011 року Федеральне бюро розслідувань США було розсекречено деякі архівні документи, в яких підтверджується версія про падіння іншопланетних літальних апаратів у 1947 році у штаті Нью-Мексико. Однак уфологи спростували цю новину, посилаючись на те, що документ розсекречений ще в 80х роках, і є підробкою.